# Tzucacab
Tzucacab es una localidad, cabecera del municipio homónimo en Yucatán, México. Adquirió renombre porque en ella se suscribió el Tratado de Tzucacab que intentó terminar con la cruenta guerra de Castas que se desarrolló en la península de Yucatán desde 1847, y que habría de prolongarse hasta los albores del siglo XX en 1901, año en que las tropas federales mexicanas lograron rescatar de los rebeldes indígenas mayas los últimos reductos controlados por ellos (Bacalar y Chan Santa Cruz, en el actual estado de Quintana Roo).

## Toponimia
Tzucacab significa en idioma maya pequeña parte del pueblo. Se deriva de los vocablos tsukul, porción o parte y kaaj, pueblo o loma.

## Localización
El pueblo de Tzucacab se encuentra 15 km al sur-poniente de Peto y 30 km al sur-oriente de Tekax de Álvaro Obregón. Esto es, 145 km al sur-oriente de la ciudad de Mérida, capital del estado de Yucatán.

## Datos históricos
- La localidad se encuentra en lo que fue el territorio del cacicazgo (kuchkabal) de Cochuah, del cual Chunhuhub fue la capital.

- Los vestigios arqueológicos encontrados donde hoy se encuentra Tzucacab demuestran que el lugar estuvo ocupado desde antes de la conquista de Yucatán por parte de los españoles. No se conoce la fecha exacta en que fue fundado el pueblo; sin embargo, hacia el año 1612 ya se había establecido una encomienda.

- Después de la independencia de Yucatán y de su anexión al resto de la república mexicana, el pueblo de Tzucacab formó parte del Partido de Beneficios Altos, cuya cabecera era el pueblo de Tihosuco.

- 1848: Aquí se firmó convenio de Tzucacab entre Jacinto Pat, batab maya y Miguel Barbachano, a la sazón líder político de Yucatán, que pretendió infructuosamente poner fin a la Guerra de Castas.